# Copa de España de fútbol sala femenino 2012
La Copa de España de Fútbol Sala Femenino de 2012 tuvo lugar entre el 8 y el 10 de junio en Valladolid (Castilla y León). Es la decimoctava edición de este campeonato español.
A la cita acudieron los siete primeros clasificados junto al anfitrión el Valladolid FSF. Los cruces de cuartos se dilucidarán por orden estricto de clasificación al término de la Liga en Primera División, así el primer clasificado se medirá contra el octavo o en su defecto el anfitrión, el segundo contra séptimo, tercero contra sexto y cuarto contra quinto.
El FSF Móstoles Cospusa se proclamó campeón por cuarta vez y la tercera de manera consecutiva al vencer al Atlético Madrid Navalcarnero por 4-2.

## Equipos participantes
- Valladolid FSF
- Atlético Madrid Navalcarnero
- FSF Móstoles Cospusa
- Burela FS Pescados Rubén
- C. Queralt Gironella
- Ponte Ourense SAD
- Cajasur Deportivo Córdoba
- Femesala Elche

## Organización

### Sede
El torneo se disputó en la ciudad de Valladolid, en el Pabellón Pilar Fernández Valderrama, con capacidad para 1.545 espectadores.

## Resultados

### Cuadro final
|  | Cuartos de final             | Cuartos de final   |                              |                          | Semifinales        | Semifinales        |  |                      | Final               | Final               |  |
|  | 8 de junio de 2012           | 8 de junio de 2012 |                              |                          | 9 de junio de 2012 | 9 de junio de 2012 |  |                      | 10 de junio de 2012 | 10 de junio de 2012 |  |
|  |                              |                    |                              |                          |                    |                    |  |                      |                     |                     |  |
|  |                              |                    |                              |                          |                    |                    |  |                      |                     |                     |  |
|  | FSF Móstoles Cospusa         | 3                  |                              |                          |                    |                    |  |                      |                     |                     |  |
|  | FSF Móstoles Cospusa         | 3                  |                              |                          |                    |                    |  |                      |                     |                     |  |
|  | Femesala Elche               | 1                  |                              |                          |                    |                    |  |                      |                     |                     |  |
|  | Femesala Elche               | 1                  |                              | FSF Móstoles Cospusa     | 1(4)               |                    |  |                      |                     |                     |  |
|  |                              |                    |                              | FSF Móstoles Cospusa     | 1(4)               |                    |  |                      |                     |                     |  |
|  |                              |                    | Ponte Ourense                | 1(2)                     |                    |                    |  |                      |                     |                     |  |
|  | C. Queralt Gironella         | 2                  | Ponte Ourense                | 1(2)                     |                    |                    |  |                      |                     |                     |  |
|  | C. Queralt Gironella         | 2                  |                              |                          |                    |                    |  |                      |                     |                     |  |
|  | Ponte Ourense                | 3                  |                              |                          |                    |                    |  |                      |                     |                     |  |
|  | Ponte Ourense                | 3                  |                              |                          |                    |                    |  | FSF Móstoles Cospusa | 4                   |                     |  |
|  |                              |                    |                              |                          |                    |                    |  | FSF Móstoles Cospusa | 4                   |                     |  |
|  |                              |                    | Atlético Madrid Navalcarnero | 2                        |                    |                    |  |                      |                     |                     |  |
|  | Burela FS Pescados Rubén     | 7                  | Atlético Madrid Navalcarnero | 2                        |                    |                    |  |                      |                     |                     |  |
|  | Burela FS Pescados Rubén     | 7                  |                              |                          |                    |                    |  |                      |                     |                     |  |
|  | Cajasur Deportivo Córdoba    | 3                  |                              |                          |                    |                    |  |                      |                     |                     |  |
|  | Cajasur Deportivo Córdoba    | 3                  |                              | Burela FS Pescados Rubén | 0                  |                    |  |                      |                     |                     |  |
|  |                              |                    |                              | Burela FS Pescados Rubén | 0                  |                    |  |                      |                     |                     |  |
|  |                              |                    | Atlético Madrid Navalcarnero | 4                        |                    |                    |  |                      |                     |                     |  |
|  | Atlético Madrid Navalcarnero | 4                  | Atlético Madrid Navalcarnero | 4                        |                    |                    |  |                      |                     |                     |  |
|  | Atlético Madrid Navalcarnero | 4                  |                              |                          |                    |                    |  |                      |                     |                     |  |
|  | Valladolid FSF               | 2                  |                              |                          |                    |                    |  |                      |                     |                     |  |
|  | Valladolid FSF               | 2                  |                              |                          |                    |                    |  |                      |                     |                     |  |
|  |                              |                    |                              |                          |                    |                    |  |                      |                     |                     |  |

### Cuartos de final

#### FSF Móstoles Cospusa - Femesala Elche
| 8 de junio de 2012, 10:15 (UTC+2) | FSF Móstoles Cospusa              | 3:1 (2:0) | Femesala Elche | Pabellón Pilar Fernández Valderrama, Valladolid                            |                                                                            |
|                                   | Ju Delgado 1' 7' · Bea Martín 35' | Reporte   | Sofía 36'      | Asistencia: 200 espectadores Árbitro(s): Contreras Tejedor y Pérez Álvarez | Asistencia: 200 espectadores Árbitro(s): Contreras Tejedor y Pérez Álvarez |

#### Burela FS Pescados Rubén - Cajasur Deportivo Córdoba
| 8 de junio de 2012, 12:30 (UTC+2) | Burela FS Pescados Rubén                        | 7:3 (3:2) | Cajasur Deportivo Córdoba       | Pabellón Pilar Fernández Valderrama, Valladolid                          |                                                                          |
|                                   | Cely 5' 13' 24' · Peque 19' 24' · Lidia 24' 33' | Reporte   | Dany Domingos 12' 18' · Noe 30' | Asistencia: 300 espectadores Árbitro(s): del Pozo García y López Jiménez | Asistencia: 300 espectadores Árbitro(s): del Pozo García y López Jiménez |

#### C. Queralt Gironella - Ponte Ourense
| 8 de junio de 2012, 17:15 (UTC+2) | C. Queralt Gironella              | 2:3 (0:2) | Ponte Ourense                                    | Pabellón Pilar Fernández Valderrama, Valladolid                           |                                                                           |
|                                   | Berta Velasco 33' · Marga Mas 37' | Reporte   | Ampi 15' · Bea Seijas 18' · Marta Figueiredo 37' | Asistencia: 400 espectadores Árbitro(s): Ponce Medero y F. Miguel Velasco | Asistencia: 400 espectadores Árbitro(s): Ponce Medero y F. Miguel Velasco |

#### Atlético Madrid Navalcarnero - Valladolid FSF
| 8 de junio de 2012, 19:30 (UTC+2) | Atlético de Madrid Navalcarnero                                     | 4:2 (3:1) | Valladolid FSF       | Pabellón Pilar Fernández Valderrama, Valladolid                        |                                                                        |
|                                   | Leti 8' · Sara Iturriaga 14' · Natalia Flores 17' · Anita Luján 24' | Reporte   | Leti 17' · Naila 25' | Asistencia: 500 espectadores Árbitro(s): Gallo Suárez y R. Hevia Campa | Asistencia: 500 espectadores Árbitro(s): Gallo Suárez y R. Hevia Campa |

### Semifinales

#### FSF Móstoles Cospusa - Ponte Ourense
| 9 de junio de 2012, 17:15 (UTC+2)                                               | FSF Móstoles Cospusa                                                   | 1:1 (0:0) (t. s.)(4:2 p.)  | Ponte Ourense                                   | Pabellón Pilar Fernández Valderrama, Valladolid |                                           |
|                                                                                 | Ju Delgado 48'                                                         | Reporte                    | Sara Moreno 41'                                 | Árbitro(s): Gallo Suárez y R. Hevia Campa       | Árbitro(s): Gallo Suárez y R. Hevia Campa |
|                                                                                 |                                                                        | Tiros desde el punto penal |                                                 |                                                 |                                           |
|                                                                                 | Bea Martín · Patri Chamorro · Ju Delgado · Rocío Sevilla · Eva Manguán |                            | Bea Seijas · Sara Moreno · Raquel Souza · Drica |                                                 |                                           |
| Se clasifica la FSF Móstoles Cospusa después de disputar una tanda de penaltis. |                                                                        |                            |                                                 |                                                 |                                           |

#### Burela FS Pescados Rubén - Atlético Madrid Navalcarnero
| 9 de junio de 2012, 19:30 (UTC+2) | Burela FS Pescados Rubén | 0:4 (0:0) | Atlético de Madrid Navalcarnero                 | Pabellón Pilar Fernández Valderrama, Valladolid                           |                                                                           |
|                                   |                          | Reporte   | Sara Iturriaga 28' 38' 40' · Natalia Flores 28' | Asistencia: 500 espectadores Árbitro(s): Redondo Arenales y Viedma Martín | Asistencia: 500 espectadores Árbitro(s): Redondo Arenales y Viedma Martín |

### Final
| 1           | Bandera de España | Belén de Uña   |  |
| 3           | Bandera de España | Patri Chamorro |  |
| 8           | Bandera de España | Bea Martín     |  |
| 10          | Bandera de España | Eva Manguán    |  |
| 11          | Bandera de Brasil | Ju Delgado     |  |
| Entrenador: | Entrenador:       | Andrés Sanz    |  |

| 13          | Bandera de España | Isa Izquierdo |  |
| 9           | Bandera de España | Leti          |  |
| 11          | Bandera de Brasil | Fabi          |  |
| 17          | Bandera de España | Ana Luján     |  |
| 99          | Bandera de Brasil | Priscila      |  |
| Entrenador: | Entrenador:       | Carlos Pulido |  |

| 2  | Bandera de España | Inma          |  |
| 7  | Bandera de España | Sonso         |  |
| 14 | Bandera de España | Rocío Sevilla |  |

| 10 | Bandera de España | Natalia Flores |  |
| 4  | Bandera de España | Sara Iturriaga |  |
| 8  | Bandera de España | Elena          |  |

| Anotado | 14' | Eva Manguán | 1-0 |
| Anotado | 24' | Bea Martín  | 2-0 |
| Anotado | 24' | Ju Delgado  | 3-0 |
| Anotado | 40' | Sonso       | 4-2 |

| Anotado | 26' | Sara Iturriaga | 3-1 |
| Anotado | 31' | Leti           | 3-2 |

| Amonestado |  | Patri Chamorro |  |

| Amonestado |  | Fabi           |  |
| Amonestado |  | Leti           |  |
| Amonestado |  | Natalia Flores |  |

| 1           | Bandera de España | Belén de Uña   |  |
| 3           | Bandera de España | Patri Chamorro |  |
| 8           | Bandera de España | Bea Martín     |  |
| 10          | Bandera de España | Eva Manguán    |  |
| 11          | Bandera de Brasil | Ju Delgado     |  |
| Entrenador: | Entrenador:       | Andrés Sanz    |  |

| 13          | Bandera de España | Isa Izquierdo |  |
| 9           | Bandera de España | Leti          |  |
| 11          | Bandera de Brasil | Fabi          |  |
| 17          | Bandera de España | Ana Luján     |  |
| 99          | Bandera de Brasil | Priscila      |  |
| Entrenador: | Entrenador:       | Carlos Pulido |  |

| 2  | Bandera de España | Inma          |  |
| 7  | Bandera de España | Sonso         |  |
| 14 | Bandera de España | Rocío Sevilla |  |

| 10 | Bandera de España | Natalia Flores |  |
| 4  | Bandera de España | Sara Iturriaga |  |
| 8  | Bandera de España | Elena          |  |

| Anotado | 14' | Eva Manguán | 1-0 |
| Anotado | 24' | Bea Martín  | 2-0 |
| Anotado | 24' | Ju Delgado  | 3-0 |
| Anotado | 40' | Sonso       | 4-2 |

| Anotado | 26' | Sara Iturriaga | 3-1 |
| Anotado | 31' | Leti           | 3-2 |

| Amonestado |  | Patri Chamorro |  |

| Amonestado |  | Fabi           |  |
| Amonestado |  | Leti           |  |
| Amonestado |  | Natalia Flores |  |

| Comunidad de Madrid                     |
| Campeón FSF Móstoles Cospusa 4.º título |

## Estadísticas

### Tabla de goleadoras
| Puesto                                     | Jugadora        | Equipo             | Goles |
| ------------------------------------------ | --------------- | ------------------ | ----- |
| 1                                          | Sara Iturriaga  | Futsi Navalcarnero | 5     |
| 2                                          | Ju Delgado      | Móstoles           | 4     |
| 3                                          | Araceli Gayardo | Burela             | 3     |
| Última actualización: 10 de junio de 2012. |                 |                    |       |